# Jeanne de Laval (1549-1586)
Pour les articles homonymes, voir Jeanne de Laval.
Jeanne de Laval, comtesse de Senneterre, est une maîtresse royale, née à Maillé le 3 septembre 1549 et morte au logis de la Médée (Paris) en 1586.

## Biographie
Fille de Gilles II de Laval-Loué et nièce de Louis de Sainte-Maure (alias Guy XVIII de Laval, comte de Joigny et marquis de Nesle), elle épouse le 14 février 1564 François de Saint-Nectaire, conseiller d'État et chevalier des ordres du roi. Elle est la mère de Diane, épouse de Christophe de Polignac, baron de Chalencon, et fille d'honneur de Louise de Lorraine-Vaudémont, de Magdeleine, fille d'honneur de Catherine de Médicis, puis dame d'honneur de la comtesse de Soissons, et de Henri de Saint-Nectaire, diplomate.
Elle devient la maîtresse du roi Henri III de France, qui l'appréciait pour son esprit. Le roi avait un attachement passionné pour elle.
Mourante, le roi vint la voir une dernière fois.